# Penn Badgley
Penn Badgley   (Baltimore, 1 de novembre de 1986) és un actor i cantant estatunidenc.
És especialment conegut per haver interpretat el personatge de Dan Humphrey a l'èxit de la sèrie de televisió Gossip Girl emesa al canal The CW.
Des del 2018, interpreta el personatge principal de la sèrie You emesa al canal de televisió Lifetime i a Netflix.

## Biografia
Penn Badgley, el nom real del qual és Penn Dayton Badgley, nascut l'1 de novembre de 1986 a Baltimore, Maryland (Estats Units), és fill de Lynne Murphy i Duff Badgley. Aquest últim era periodista i fuster, i es va presentar com a candidat del Partit Verd dels Estats Units a governador de Washington el 2008.

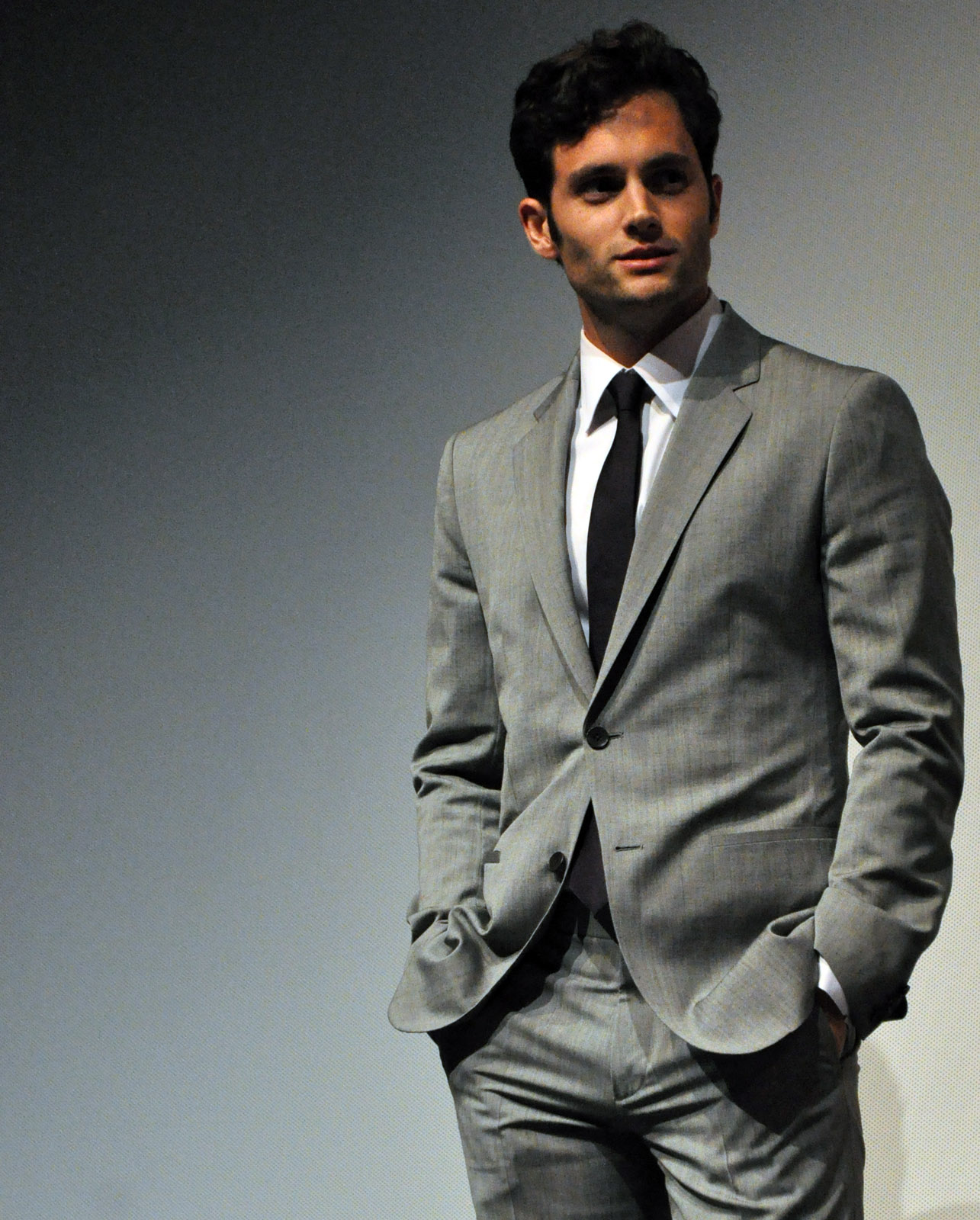

Penn Badgley va passar la seva infància entre Woodlake (Virgínia) i Seattle. Quan tenia 11 anys, Badgley es va traslladar amb la seva família a Hollywood i va començar una carrera d’actor. Durant aquest període, també va provar de cantar i va gravar un senzill pop el 1998. Els seus pares es van divorciar quan tenia 12 anys. Va estudiar a Santa Monica High School i després al Lewis & Clark College de Portland, Oregon, durant dos anys.

## Carrera musical
El 2016, Penn Badgley va tornar a l’avantguarda com a cantant amb el seu grup MOTHXR de Brooklyn. El grup va llançar un àlbum debut anomenat Centerfold. Aquest opus es grava en un mes a Los Angeles, Nova York i Chicago.
L'estil musical de MOTHXR que se situa entre l'electro-pop, l’ambient i la nova ona s’inspira en LCD Soundsystem, Arthur Russell, D’Angelo i Joy Division1.

## Vida personal
El maig de 2007, Penn Badgley va començar a sortir amb Blake Lively, la seva companya a la pantalla de Gossip Girl. Tanmateix, aquesta relació no va ser confirmada pels dos actors fins un any després. Se separen al setembre del 2010, després de tres anys de relació.
Després va sortir amb l’actriu Zoë Kravitz del 2011 al 2013.
Penn Badgley manté una relació des de l'estiu del 2014 amb la cantant i artista nord-americana Domino Kirke. Es casen el 28 de febrer del 2017. Després d’aquest matrimoni, es converteix en el padrastre del fill d'ella, nascut el 2009 a partir d’una relació anterior. Junts tenen un fill nascut el setembre del 2020.

## Cinema i televisió
| Anys           | Títol                      | Personatge        | Notas              |
| -------------- | -------------------------- | ----------------- | ------------------ |
| 2020           | The Birthday Cake          | Peeno             |                    |
| 2018 - present | You                        | Joe Goldberg      | Serie Netflix      |
| 2016           | Adam Green's Aladdin       | Princep de Mónaco |                    |
| 2015           | The Slap                   | Jamie             | Serie (2 episodis) |
| 2015           | Anarchy: Ride or Die       | Leonardo          |                    |
| 2012           | Greetings from Tim Buckley | Jeff Buckley      |                    |
| 2010           | Rumors i mentides          | Todd              |                    |
| 2009           | The Step-father            | Michael           |                    |
| 2008           | Forever Strong             | Laars             |                    |
| 2007 - 2012    | Gossip Girl                | Dan Humphrey      | Sèrie de televisió |
| 2007           | Burger Kill                | Drive-Tru         |                    |
| 2006           | John Tucker Must Die       | Scoot Tucker      |                    |
| 2004 - 2005    | The Mountain               | Sam Tunney        | Sèrie de televisió |
| 1999           | Will and Grace             | Todd              | Sèrie de televisió |